# Furador

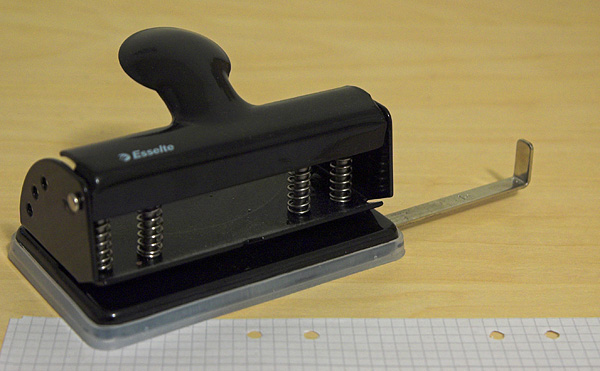
Um furador de sistema Triohålning.

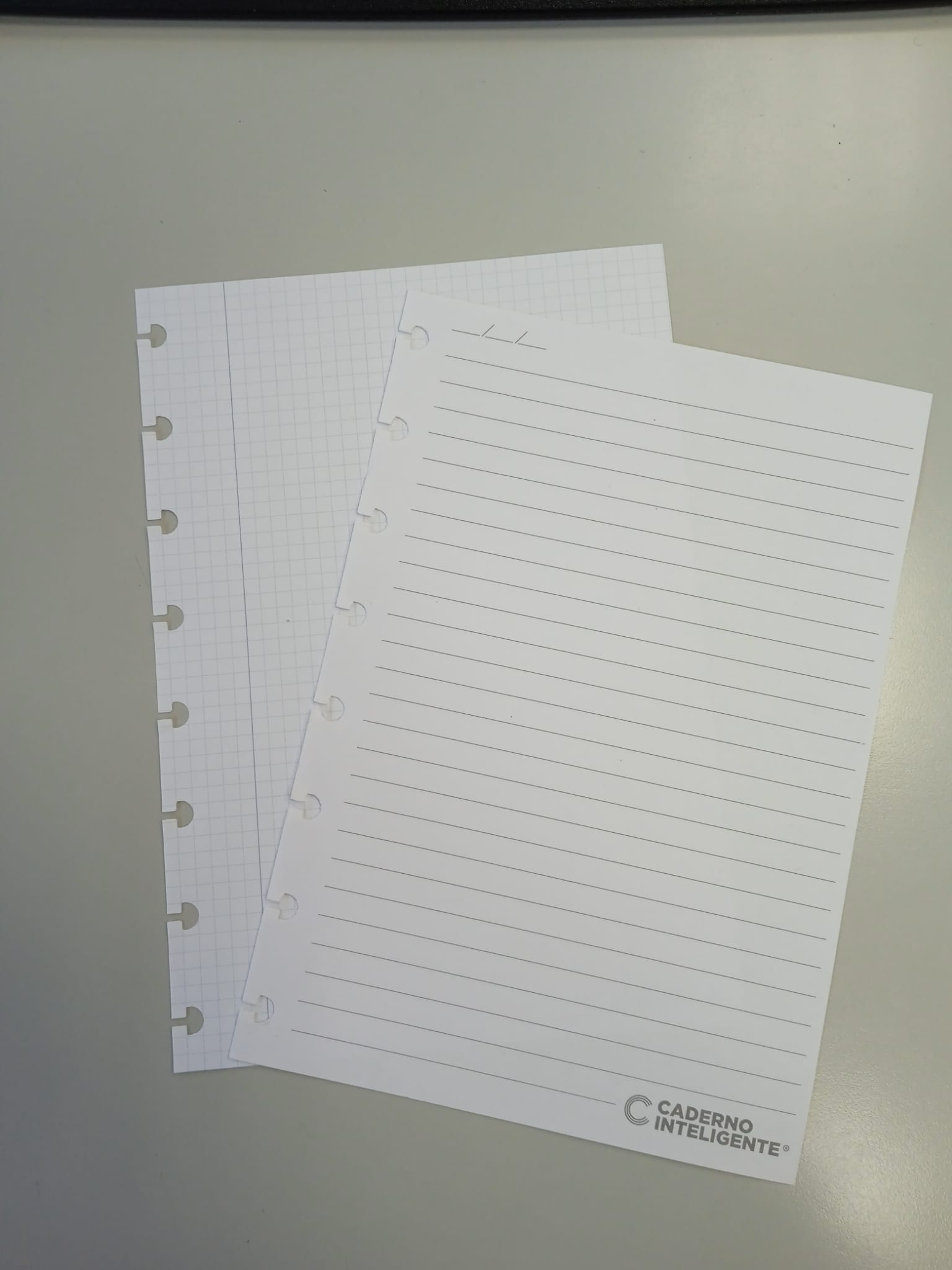
Folhas com perfuração cogumelo

Furador ou perfurador de papel, é um utensílio de escritório que permite furar as folhas de papel para que possam ser arquivadas devidamente em dossiês. Seu funcionamento se resume numa alavanca que comprime um cilindro de metal afiado, perfurando o papel. Os mais habituais são os de 2 furos, mas existem também de 4 e 6 furos. Existem diversas capacidades de furação indo desde poucas folhas a furadores industriais que furam centenas de uma só vez. Possuem habitualmente uma guia consoante o tamanho do papel a furar. Existem também furadores que furam formas de diversos corpos como a perfuração cogumelo, não tem o circulo fechado.

## História
O furador foi inventado na Alemanha, por Matthias Theel e patenteado por Friedrich Soennecken em 14 de novembro de 1886. Ainda há controvérsias sobre a origem do objeto, pois um ano antes de sua patenteação, Benjamin Smith, um trabalhador de Massachusetts já havia registrado um objeto muito parecido que era usado para marcar ingressos, Benjamin Smith referiu-se ao perfurador como um "condutor de força". Posteriormente em 1893, o estadunidense Charles Brooks patenteou outro furador bastante eficiente e um pouco diferente do de Benjamin Smith, já que tinha uma peça adicional usada para separar o papel do furador. Charles brooks chamou a sua invenção de "perfurador de tickets" (o denominado obliterador, vulgo trinca-bilhetes).